# フォッカー C.V
フォッカー C.V
スイスのC.V-E
- 分類：偵察機・爆撃機
- 設計者：アントニー・フォッカー
- 製造者：フォッカー
- 運用者：#運用国を参照
- 生産数：
C.V-B: 18
C.V-C: 16
C.V-D: 212
C.V-E: 327
C.VI: 33
Ro.1: 349
- 生産開始：1924年
- 運用状況：退役
- サブタイプ：C.VI, C.IX

フォッカー C.Vは、オランダのフォッカー社で生産された複葉偵察機および爆撃機。アントニー・フォッカーによって設計され、1924年から生産された。

## 設計
C.Vは2人乗りの偵察機および爆撃機として計画されていた。1924年に一般公開されたときには、様々なバージョンが製造されていた。翼構造は5つのうちから選択でき、着陸装置は車輪からフロートに変更できた。エンジンは336-723kW(451-970馬力)の星型エンジンが搭載されていた。この航空機はフォッカーにとって輸出の成功例となり、ボリビア、中国、デンマーク、フィンランド、ハンガリー、イタリア、日本、オランダ、ノルウェー、スイス、ソ連、米国で販売やライセンス生産が行われた。

## 運用

### フィンランド
フィンランド空軍はC.V-DとC.V-Eを使用した。最初の1機のC.V-Eが1927年に購入され、さらに13機が1934年に購入され、1935年の冬に到着した。冬戦争中、スウェーデンから3機のC.V-Eを寄付された。ノルウェーの戦いの終盤、2機のC.V-Dがノルウェーからフィンランドに飛行し、最終的にフィンランド空軍に引き渡された。この機体は1927年9月20日から1945年2月14日まで使用された。冬戦争中、フィンランド軍のC.V.は151回の出撃を行ったが何の損失もなかった。継続戦争では1機の損失を被った。

### イタリア

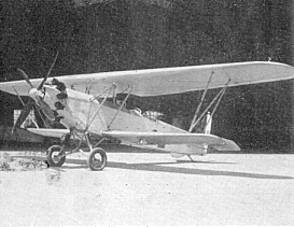
ロメオ Ro.1

イタリア陸軍航空隊で観測・地上攻撃機として使用されたロメオ Ro.1は、1927年にOFM(後のIMAM)がC.V-Eをライセンス生産したものである。1927年にはイタリア領リビアで反乱軍に対して使用された。1934年までに合計456機が製造されたが、1930年代半ばの時点では旧式になっていた。しかし第二次エチオピア戦争に参加したイタリア軍機のなかでは最も数が多かった。

### ノルウェー

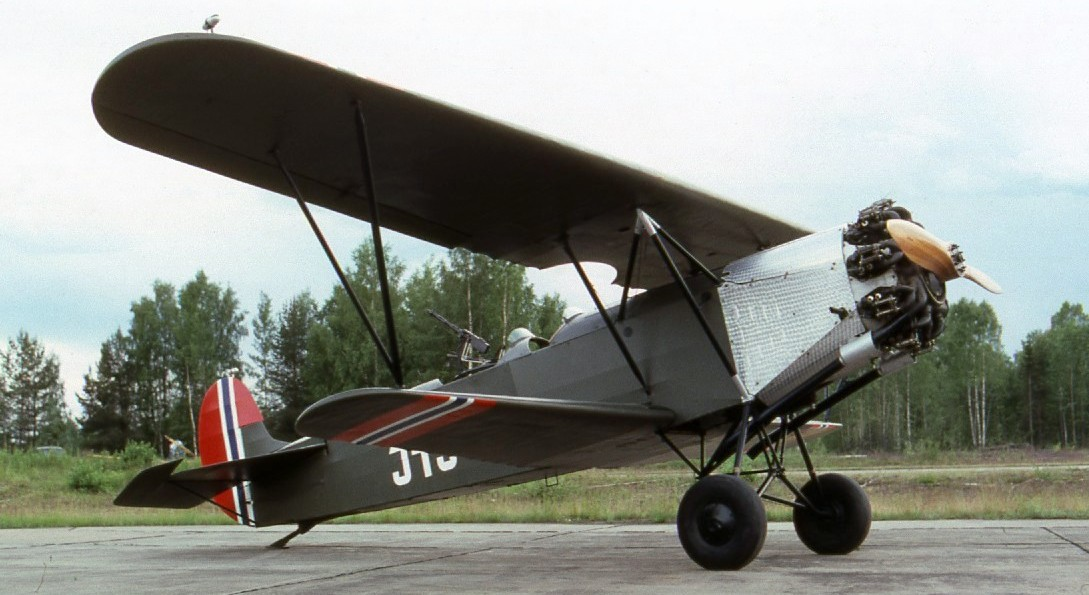
ノルウェー軍のC.V-D

ノルウェー陸軍航空隊は、1926年に最初の5機のC.V-Eを購入した。このときの契約にはライセンス生産権が含まれており、1929年から1931年にかけて陸軍航空隊の工場で15機のC.V-Eが生産され、その後1932年から1939年にかけて28機のC.V-Dが生産された。1940年のドイツによるノルウェー侵攻の際、42機のC.Vが現役であり、ナルヴィクの戦いなどのノルウェー戦線でも爆撃や偵察で地上部隊を支援する作戦に従事した。

### オランダ

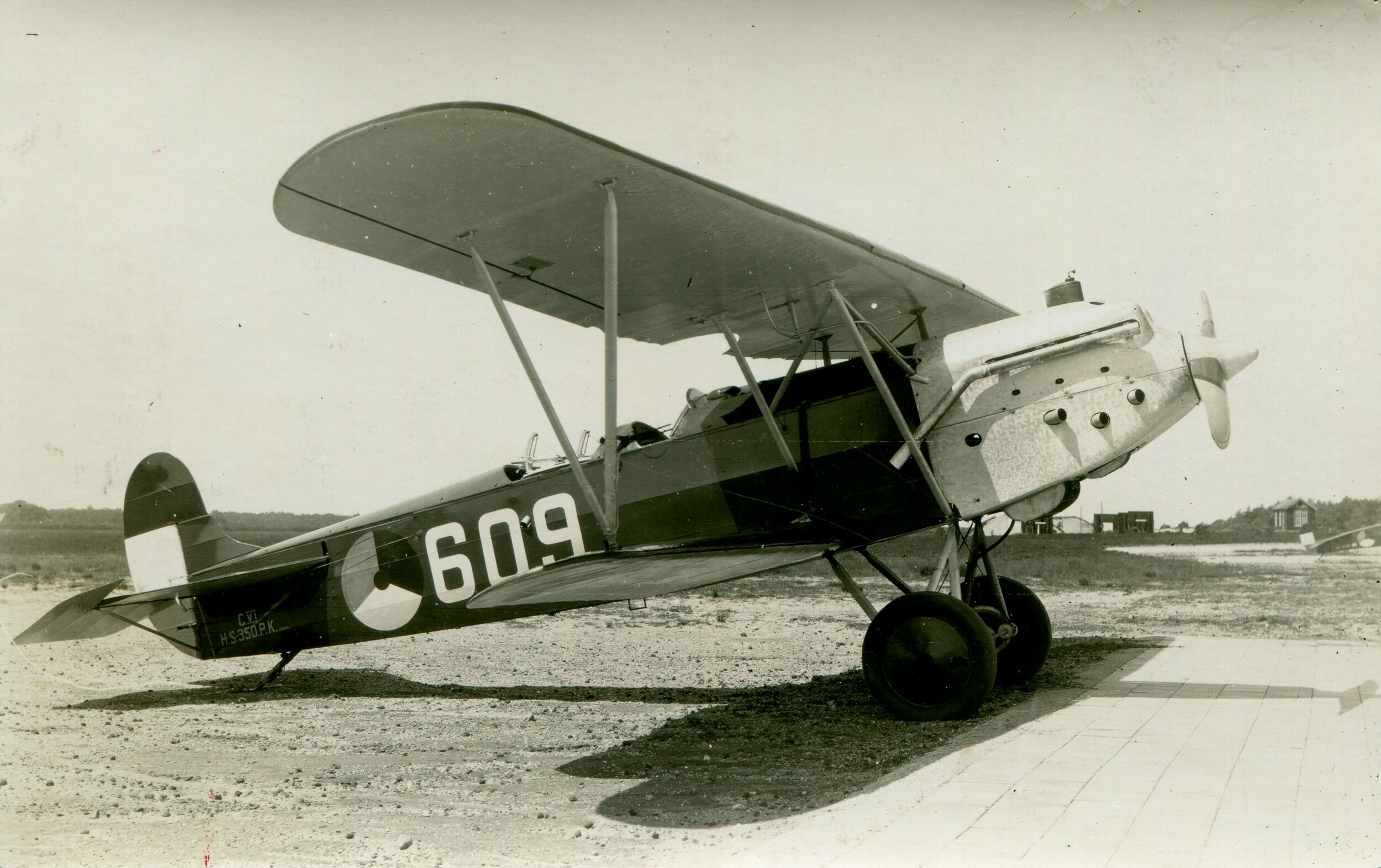
オランダ軍のC.VI

オランダでは空軍と海兵隊で使用された。1926年から1934年の間に67機が製造された。1940年5月10日のドイツによるオランダ攻撃の際には28機がまだ使用可能であり、偵察や爆撃に用いられた。

### スウェーデン

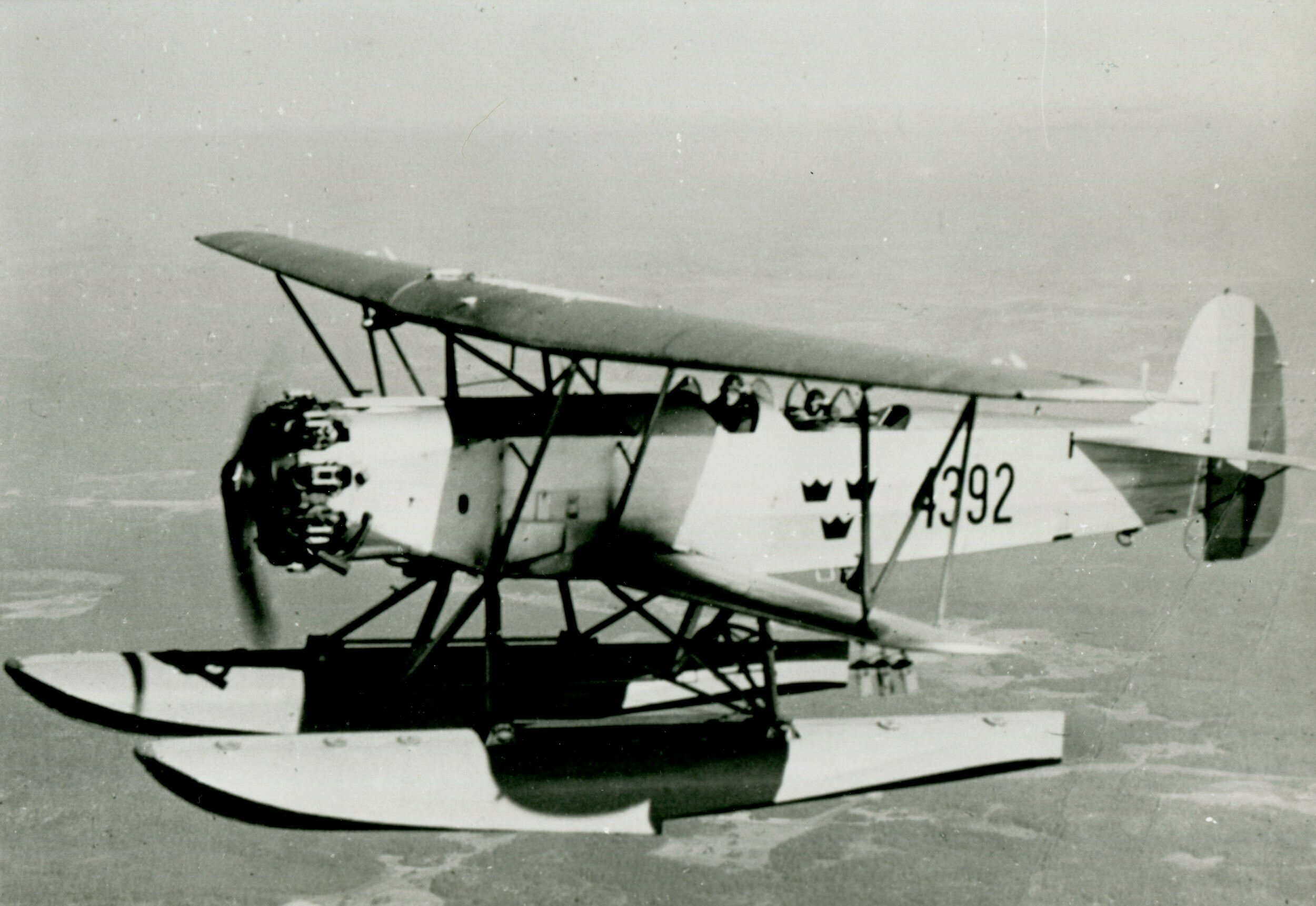
ライセンス生産されたスウェーデンのC.V-E (S 6H)

1927年、スウェーデン空軍は2機のC.V-D(J 3)と2機のC.V-E(S 6)を購入し、CVMによるライセンス製造のモデルとした。このうち4機は1928年にスウェーデンに空輸され、ライセンス生産の合意がなされ、さらに4機のC.V-Eと6機のC.V-Dが購入された。1929年までにこの機種が戦闘機として不適格であることが明らかになったが、それでもスウェーデン軍で戦闘機を表す"J"が名前に付けられた。ジュピターVIエンジンの代わりにNohab My VIエンジンを搭載した10機のC.V-Eは、S 6Bと名付けられた。
S 6はスウェーデン空軍の主要な連絡機となり、陸軍と協力して射撃観測、航空写真撮影、連絡任務に使用された。第二次世界大戦が勃発したときには36機が残っており、1942年からサーブ 17に置き換えられるまで使われた。CVMは1929年から1932年の間に17機のS 6を製造した。そのうち数機はフロートを装備し、S 6Hと呼ばれた。現在、1機が保存されており、スウェーデン空軍博物館で見ることができる。

### スイス

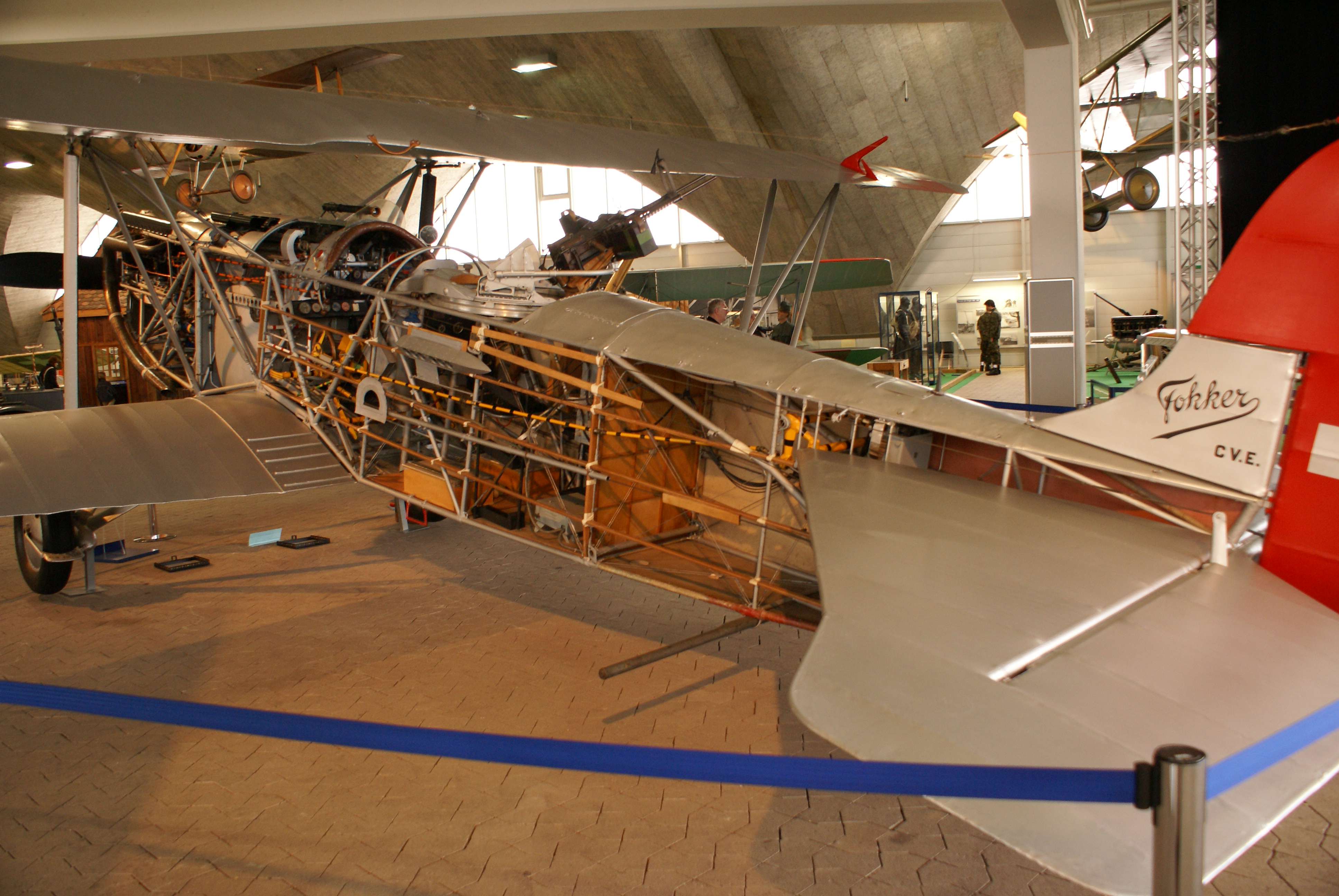
スイス軍のC.V-Eのカットモデル

1927年の比較試験の後、スイス当局は空軍（当時は陸軍航空隊）が使用するために48機のC.V-Eをライセンス生産した。これらは1933年から1940年にかけて使用され、爆弾、2丁の前方機関銃、2丁の銃座用機関銃を装備していた。

### ドイツ
デンマーク占領中、ドイツ軍はデンマークのフォッカーC.V-Eを押収した。ドイツ軍は東部戦線でC.V-Eを使用し、ソ連の前線に対して夜間爆撃出撃を行った。これらの作戦は、Po-2のようなソ連の軽飛行機による同様の夜間作戦に対応して行われた。

### 日本
日本陸軍は1926年4月に1機のC.V-Cを輸入し、同年6月上旬には軽爆撃機の競争試作の候補機として比較審査の対象とした。操縦性やバランスなどは好評だったが、航続性能や爆装時の搭載量に不足があると評価され、八七式軽爆撃機に敗れて不採用となった。続いて同年中にC.V-Bも1機が輸入されたが、こちらも試用にとどまった後に民間に払い下げられ、朝日新聞社の通信機となっている。

## バリエーション
C.V-A
偵察機
C.V-B
偵察機
C.V-C
地上攻撃機
C.V-D
偵察機/爆撃機/護衛戦闘機
C.V-E
軽爆撃機
C.V-W
１機のみ作られたC.V-Cの水上機バージョン
C.VI
イスパノ・スイザ製エンジンを搭載した偵察機。33機がC.V-Dから改造された。
C.IX
イスパノ・スイザ12Nエンジンを搭載したC.V-Eの偵察用バージョン
IMAM Ro.1
イタリアでライセンス生産された軽爆撃機
Manfred Weiss WM-9 Budapest
ハンガリーでライセンス生産されたC.V-E
Manfred Weiss WM-11 Budapest
ハンガリーでライセンス生産されたC.V-D
Manfred Weiss WM-14 Budapest
ハンガリーでライセンス生産されたC.V-D
Manfred Weiss WM-16 Budapest

Manfred Weiss WM-21 Sólyom

## 運用国
- フィンランド
- イタリア王国
- ノルウェー
- オランダ
- スウェーデン
- スイス
- ドイツ国
- 中華民国
- デンマーク
- ハンガリー
- ボリビア
- 日本

## スペック （C.V）
諸元
- 乗員: 2
- 全長: 9.25m
- 全高: 3.3m
- 翼幅: 12.5m
- 翼面積: 39.30㎡
- 空虚重量: 1,920kg
- 最大離陸重量: 2,145kg
- 動力: ロールス・ロイス ケストレルVII V型12気筒水冷エンジン、470kW （630 hp）   × 1

性能
- 最大速度: 250km/h
- 巡航速度: 180km/h
- 航続距離: 1,000km

武装
- 7.9mm FN 連動固定機関銃 × 2
7.9mm ルイス軽機関銃（後部旋回銃座） × 1
- 爆弾: 200kg